# Fußball in Kroatien 1992
Die Spielzeit 1992 im kroatischen Fußball war die erste seit der Loslösung vom jugoslawischen Fußballverband und der Neugründung des kroatischen Fußballverbandes.
Für die neu gegründete erste kroatische Liga (kroat. Prva Hrvatska Nogometna Liga, kurz 1. HNL) wurden zwölf Vereine zugelassen, für die zweite Liga (kroat. Druga Hrvatska Nogometna Liga, kurz 2. HNL) wurden drei Staffeln mit insgesamt 18 Mannschaften vorgesehen.

## Meisterschaft

### Erste Liga
Die startberechtigten zwölf Vereine wurden nach den Abschlusstabellen der Spielzeit 1990/91 in Jugoslawien ermittelt.
NK Istra Pula wurde vom kroatischen Fußballverband per Dekret in die erste Liga versetzt, obwohl andere kroatische Vereine in der Spielzeit 1990/91 besser platziert waren.
| Verein                   | Jugoslawien 1990/91 | Jugoslawien 1990/91 | Jugoslawien 1990/91   |
|                          | Liga                | Rang                | abweichender Name     |
| ------------------------ | ------------------- | ------------------- | --------------------- |
| NK HAŠK Građanski Zagreb | I.                  | 2                   | Dinamo Zagreb         |
| Hajduk Split             | I.                  | 6                   |                       |
| NK Osijek                | I.                  | 9                   |                       |
| NK Rijeka                | I.                  | 15                  |                       |
| NK Zagreb                | II.                 | 2                   |                       |
| NK Cibalia Vinkovci      | II.                 | 8                   | Dinamo Vinkovci       |
| NK Šibenik               | II.                 | 12                  |                       |
| NK Dubrovnik             | II.                 | 16                  | GOŠK Jug Dubrovnik    |
| NK Zadar                 | III. (Süd)          | 1                   |                       |
| NK Inker Zaprešić        | III. (Süd)          | 2                   | Jugokeramika Zaprešić |
| NK Varteks Varaždin      | III. (Süd)          | 6                   |                       |
| NK Istra Pula            | IV. (Kroatien Nord) | ?                   |                       |

Meister wurde Hajduk Split, für den Europapokal qualifizierte sich kein Verein, da von der UEFA für 1992/93 keine Startplätze für kroatische Vereine vorgesehen waren. Absteiger gab es keine, die Liga spielte in der folgenden Spielzeit mit 16 Vereinen. Torschützenkönig wurde Adrian Kozniku mit 12 Treffern.
Ausführliche Statistik: 1. HNL 1992

### Zweite Liga
Die zweite Liga wurde in ihrer Premierensaison in vier Staffeln unterteilt, wobei in der Staffel Ost wegen des Kroatienkrieges keine Meisterschaft ausgespielt wurde.
| Staffel | Verein                  | Jugoslawien 1990/91 | Jugoslawien 1990/91 | Jugoslawien 1990/91 |
|         |                         | Liga                | Rang                | abweichender Name   |
| ------- | ----------------------- | ------------------- | ------------------- | ------------------- |
| Nord    | NK Radnik Velika Gorica | III. (Süd)          | 4                   |                     |
| Nord    | NK Trešnjevka Zagreb    | III. (Süd)          | 9                   |                     |
| Nord    | NK Segesta Sisak        | III. (Süd)          | 13                  |                     |
| Nord    | NK Samobor              | IV. (Kroatien Nord) | 1                   |                     |
| Nord    | NK Karlovac             | ?                   | ?                   |                     |
| Nord    | NK Špansko CB Zagreb    | ?                   | ?                   |                     |
| West    | NK Orijent Rijeka       | III. (Süd)          | 10                  |                     |
| West    | NK Kraljevica           | ?                   | ?                   |                     |
| West    | NK Labin                | ?                   | ?                   |                     |
| West    | NK Pazinka Pazin        | ?                   | ?                   |                     |
| Süd     | NK Junak Sinj           | III. (Süd)          | 14                  |                     |
| Süd     | NK Primorac Stobreč     | III. (Süd)          | 16                  |                     |
| Süd     | NK Split                | III. (Süd)          | 17                  |                     |
| Süd     | NK Mar Solin            | IV. (Kroatien Süd)  | 1                   |                     |
| Süd     | NK Jadran Ploče         | ?                   | ?                   |                     |
| Süd     | NK Neretva Metković     | ?                   | ?                   |                     |
| Süd     | NK Neretvanac Opuzen    | ?                   | ?                   |                     |
| Süd     | NK Slaven Konavle       | ?                   | ?                   |                     |

Der Aufstieg in die erste Liga gelang Radnik Velika Gorica und Pazinka Pazin. Zusätzlich wurden Segesta Sisak und der NK Belišće – dieser als Vertreter der Staffel Ost – in die erste Liga versetzt.
Ausführliche Statistik: 2. HNL 1992

## Pokalwettbewerb
Teilnehmer am ersten Pokalwettbewerb waren diejenigen Vereine, die sich für den jugoslawischen Pokalwettbewerb 1991/92 qualifiziert hatten.
Pokalsieger wurde Inker Zaprešic in zwei Finalspielen gegen HAŠK Građanski Zagreb.
Ausführliche Statistik: Hrvatski nogometni kup 1991/92

## Supercup
Am 18. Juli 1992 gewann der kroatische Meister Hajduk Split den Supercup (kroat. Superkup) mit 3:1 (0:0, 0:0) im Elfmeterschießen gegen Pokalsieger Inker Zaprešic.

## Europapokale
Hajduk Split nahm als jugoslawischer Pokalsieger 1991 am Europapokal der Pokalsieger 1991/92 teil und schied in der ersten Runde gegen Tottenham Hotspur aus. HAŠK Gradanski Zagreb scheiterte im UEFA-Pokal 1991/92 ebenfalls in der ersten Runde an Trabzonspor.
Aufgrund des Kroatienkrieges wurden die beiden Heimspiele der kroatischen Vereine in Österreich ausgetragen.

## Nationalmannschaft
Nach der Loslösung des kroatischen Fußballverbandes vom jugoslawischen Fußballverband organisierte jener drei Freundschaftsspiele gegen die USA, Rumänien und in Slowenien, die allesamt gewonnen wurden.
Das erste Spiel nach der Unabhängigkeit fand am 17. Oktober 1990 in Zagreb statt. Beim 2:0-Erfolg gegen die USA erzielte Aljoša Asanović das erste Tor für die kroatische Fußballnationalmannschaft.
Am 3. Juli 1992 wurde der kroatische Fußballverband Mitglied der FIFA.